# Ocularia subashantica
Ocularia subashantica là một loài bọ cánh cứng trong họ Cerambycidae.